# 街活性室
街活性室株式会社（まちかっせいしつかぶしきがいしゃ）は、埼玉県鴻巣市に本社を置く民間のまちづくり会社で首都圏の21自治体で28公共施設の運営と11事業の受託運営を行っている企業。地域課題の解決を目的とした社会的企業であり、得た収益を株主還元しない特徴を持つ。

## 沿革
- 2015年
  - 埼玉県鴻巣市にて創業
  - 鴻巣市立本町コミュニティセンター、コミュニティふれあいセンターの運営を開始
- 2018年 - 鴻巣市市民活動センターの運営を開始
- 2019年 - 桶川市坂田コミュニティセンター、白岡市コミュニティセンター、白岡市西児童館の運営を開始
- 2021年 - 足立区NPO活動支援センター、北本市立児童館、北本市立こども図書館、本宿子育て支援センター、北本駅子育て支援センター、所沢市観光情報・物産館の運営を開始
- 2022年
  - 越谷市男女共同参画支援センター、蓮田市コミュニティセンター、流山市民活動推進センターの運営を開始
  - 彩の国経営革新モデル企業に指定[3]
  - 旧杉戸小学校跡地活用事業に係る事業者に決定[4]
  - 白岡市と「新白岡駅周辺地域におけるエリアマネジメントの推進に関する協定」を締結[5]
- 2023年 - 埼玉県営さきたま緑道・花の里緑道[6]、春日部市男女共同参画推進センター[7]の運営を開始
- 2024年
  - 東京都清瀬市野塩地域市民センター[8]、松山地域市民センター[9]、埼玉県杉戸町コミュニティセンター[10]、ココティすぎとの運営を開始
  - 北本市と北本団地における新たな交流機会の創出に向けた実証事業に取り組むための協定を締結[11]
  - 練馬区よりねりま協働ラボ事業運営業務を受託[12]
- 2025年
  - 鴻巣市立市民センター[13]、鴻巣市にぎわい交流館にこのす、北本市栄市民活動交流センター[14]、越谷市市民活動支援センター[15]、印西市市民活動支援センター[16]、我孫子市市民活動ステーション[17]、流山市総合運動公園[18]、瑞穂町多世代交流センター[19]の運営を開始
  - 江戸川区人権・男女共同参画啓発事業 運営業務[20]、荒川区男女共同参画啓発事業、台東区男女共同参画啓発事業、立正大学社会福祉学部30周年記念行事[21]を受託